# Chris Baljé
Christiaan Laurens Baljé (Rotterdam, 9 oktober 1939 – Den Haag, 2 oktober 2019) was van 1993 tot 2003 griffier van de Eerste Kamer der Staten-Generaal.
Baljés vader werkte bij de PTT in Rotterdam en schreef vaak ’s nachts lesboeken elektrotechniek voor de HTS. Baljé heeft dat nachtelijke werken van hem overgenomen.
Baljé studeerde moderne geschiedenis te Utrecht. Van 1976 tot 1986 was hij wetenschappelijk hoofdmedewerker Eigentijdse Geschiedenis aan de Rijksuniversiteit Groningen. Van 1986 tot 1993 was hij voorzitter van de interfacultaire opleiding voor 'beleid en bestuur in internationale organisaties'.
Baljé was lid van de VVD en van 1974 tot 1993 lid van Provinciale Staten van Groningen. Hij was ook fractievoorzitter.
Als overtuigd Europeaan zette hij zich in zijn periode als griffier van de Eerste Kamer in voor het Europapoort, een informatiesysteem voor de senaat om zicht te houden op Europese wet- en regelgeving. In 2002 sloot de Tweede Kamer er zich bij aan. Hij was mede-initiatiefnemer voor een jaarlijks Eerste Kamerdebat over de toestand in de Europese Unie.
Chris Baljé was Officier in de  Orde van Oranje-Nassau.
Zijn zoon was wethouder te Delft. Zijn vrouw, Roos Baljé-Rijnders (1943-2002), dochter van burgemeester en Eerste Kamerlid Dirk Rijnders, was gemeenteraadslid in Marum, de eerste ombudsvrouw van de Rijksuniversiteit Groningen, directeur van de verkeerstuin te Assen en lid van de Emancipatieraad, het VVD-bestuur en het Nationaal Comité 4 en 5 mei.

## Wetenswaardigheden
- "IJveren voor jezelf" was Baljés motto.